# Ruby (Supernatural)
Ruby es un personaje ficticio de la serie Supernatural, fue interpretada inicialmente por Katie Cassidy en la tercera temporada, mientras que en la cuarta temporada fue interpretada por Genevieve Cortese.
En la tercera temporada, pese a su rol de antagonista, ayuda constantemente a los protagonistas Sam y Dean Winchester. En la cuarta temporada, tras haber cambiado drásticamente, se gana la confianza de Sam, entrenándolo para poder exorcizar demonios aunque Dean nunca confía en ella. Sin embargo, se revela en el episodio final que siempre lo ha manipulado y que ha sido una de las sirvientes más leales de la principal antagonista de la temporada, un demonio de también de sexo femenino llamado Lilith. Tras revelarse esto es asesinada por los Winchester.

## Participación del personaje

### Tercera temporada
En un principio no se conoce mucho sobre Ruby, simplemente se la ve como una mujer misteriosa que sigue a Sam en el episodio The Magnificent Seven y que desaparece cada vez que este voltea. Al final del episodio, cuando Sam se encuentra en peligro enfrentándose a tres demonios, Ruby reaparece y lo salva utilizando un cuchillo para matar a los demonios.
Ruby aparece de nuevo en el episodio The Kids Are Alright, donde le dice a Sam que investigue sobre unos amigos de su madre, que descubre que están todos muertos. Al final del episodio, molesto por la situación, le pide que le diga quién es ella realmente, y esta revela ser un demonio. Sam amenaza con matarla, pero decide dejarla vivir para que lo ayude a salvar a Dean de ir al infierno. En el siguiente episodio, Sin City, Ruby ayuda a Bobby a restaurar la Colt.
En el episodio "Malleus Maleficarum", es revelado que Ruby fue humana y que le vendió su alma a un demonio durante la Plaga. Después que esto se descubre, le dice a Dean que ella no puede salvarlo de ir al infierno, y que la razón de por qué lo que lo ayuda a él y a Sam es porque recuerda su vida cuando era humana y que obviamente no es como otros demonios (aunque desearía serlo). Ruby regresa en el episodio "Jus in Bello", ofreciendo realizar un hechizo para destruir a una horda de demonios que acechaban la comisaría donde se encontraban los Winchester, pero Dean no se lo permitió porque requería la utilización de un corazón humano.
En el episodio final de la temporada, Dean captura a Ruby y le roba su cuchillo, y se dirige junto a Sam a New Harmony (Indiana) con el objetivo de matar a Lilith y liberarse de su contrato con la demonio.
Ruby posteriormente logra liberarse y ayuda a los hermanos a encontrar a Lilith. Sin embargo, esta escapa y el trío se esconde del perro del infierno que busca a Dean. En ese momento Dean descubre que realmente siempre estuvieron junto a Lilith, la cual envió a Ruby al infierno y tomó control de su huésped. El perro del infierno devora a Dean enfrente de Sam que no puede hacer nada mientras que Lilith intenta matar a Sam con un haz de luz. Sin embargo, esto no lo afecta, pero la demonio lograr escapar antes de ser apuñalada con el cuchillo de Ruby, quedando el cuerpo de la chica que poseía muerta en el suelo.

### Cuarta temporada
Fue revelado en el episodio I Know What You Did Last Summer, que Ruby convenció a Lilith de que le diera una nueva oportunidad. Lilith liberó a Ruby del infierno con las instrucciones de matar a Sam. Sin embargo, Ruby la traiciona y decide ayudar a Sam nuevamente.
Sam en un principio la rechazó porque no consideraba correcto que poseyera el cuerpo de una persona con vida. Para solucionar esto Ruby tomó posesión de una mujer que había sido declarada muerta, poco después se convierte en la amante de Sam durmiendo juntos al menos una vez mientras lo entrenaba para que pudiera usar sus poderes psíquicos para exorcizar demonios.
Después de la resurrección de Dean, Ruby le dice a Sam que no sabe con exactitud quién pudo haber sacado a Dean del infierno, ya que no conoce a nadie con tanto poder. Luego, en el episodio Are You There God? It's Me, Dean Winchester, ella descubre que Dean fue resucitado por un ángel, a los cuales teme ya que afirma que no dudarían en matarla aun sabiendo que ella ayuda a los Winchester.
En los siguientes episodios, In the Beginning y "Metamorphosis", se la ve con Sam interrogando demonios con el fin de saber la ubicación de Lilith.
Después alerta a los Winchester sobre Anna Milton, una chica que puede escuchar las conversaciones de los ángeles y que los demonios la quieren secuestrar para obtener información, y ayuda a los Winchester a proteger a la chica. En el episodio Heaven and Hell, Ruby continuó ayudando a Sam y a Dean a proteger a Anna, cuando descubren que ella es un ángel caído. Ruby idea un plan junto a Sam que consistía en destruir una bolsa con un hechizo que los protegía de los ángeles y luego invocó al demonio Alastair para hacer un trato. Ruby es capturada y torturada, pero lleva a Alastair ante los Winchesters, y los ángeles Castiel y Uriel, con el fin de que Anna pudiera recuperar su gracia (que se encontraba en posesión de Uriel) en la pelea entre ángeles y demonios. El plan resulta y Anna vuelve a ser un ángel y desaparece. En el haz de luz creado en el proceso, el demonio Alastair también desaparece.
En el episodio Criss Angel is a Douchebag, Ruby aparece y le informa a Sam que Lilith ha roto 34 de los 66 sellos que liberarán a Lucifer y que le urge matarla. Después, en el episodio On The Head of a Pin, Ruby ayuda a Sam a encontrar a Dean, y se revela que la razón del incremento en los poderes de Sam es que ha estado bebiendo la sangre de Ruby.
En el final de la cuarta temporada, se revela que Ruby ha manipulado a Sam desde que se conocieron, ganando su confianza intencionalmente para que pudiera engañarlo a él en el asesinato de Lilith con el fin de romper el sello final y liberar a Lucifer. Después de que sus verdaderos motivos se revelan, es asesinada por los Winchester con su propio cuchillo.

### Poderes y habilidades
Como todo demonio, Ruby era capaz de poseer seres humanos y, al igual que los demás demonios, poseía fuerza y resistencia sobrehumana. Sin embargo, también era una hábil luchadora, ya que demostró tener conocimientos en artes marciales, lo que la diferencia de otros demonios que utilizan habilidades tales como telequinesis. Pese a sus poderes es vulnerable al agua bendita, armas sobrenaturales y a los poderes de los ángeles y demonios poderosos.
Como humana fue una bruja, y mostró un increíble conocimiento sobre magia, anulando los efectos de hechizos creados por brujas, y creando otros para ocultar su presencia de seres sobrenaturales, incluyendo ángeles. En el episodio Jus in Bello, afirmó tener conocimiento sobre un hechizo que puede matar a todo demonio que se encuentre en un radio de una milla, incluyendo a sí misma.

### Arsenal
Ruby poseía un misterioso y probablemente mágico cuchillo "mata demonios", el cual ha sido utilizado en innumerables ocasiones en la tercera y cuarta temporada. El cuchillo funciona de una manera muy similar a la Colt: si el huésped recibe una herida en un área vital sufrirá de muerte inmediata al igual que el demonio.
Sin embargo, su creación y el por qué mata demonios aún no ha sido revelado. Al igual que la Colt se rumoreó que puede matar a lo que sea, sin embargo el cuchillo tiene limitaciones: no puede matar ángeles ni demonios poderosos.
El cuchillo ha estado en manos de los Winchester a partir de la cuarta temporada.

## Detrás de escenas

### Desarrollo
El creador de la serie, Eric Kripke, declaró a principios de 2008, "Ruby y Bela Talbot forman parte importante del argumento, pero el programa no es sobre de Ruby y Bela, el programa es sobre los Winchester". Kripke quería hacerle saber a los fanes de que el programa siempre se tratará sobre Sam y Dean Winchester, y nada más.
Según Kripke, Ruby en un principio fue creada para ser introducida en "pequeñas dosis", no para tener un interés amoroso por Sam y/o Dean Winchester, sino para ser un personaje antagonista.
La actriz Katie Cassidy describió así a su personaje:

""Ella definitivamente es una cazadora de demonios, misteriosa, definitivamente manipuladora ama estar en control de la situación, ella siempre esta un par de pasos delante de los demás, ella sabe lo que quiere y siempre lo obtiene".

### Ajuste para el rol
Cuando Cassidy, que originalmente audicionó para el rol de Bela Talbot,, se unió a la serie, tuvo que practicar kickboxing para ser capaz de realizar las técnicas de artes marciales de Ruby. Debido a esto, ella trató de realizar la mayor cantidad posible de las escenas de acción, en lugar de que las realizaría su doble.
Debido a su altura (1.70m) en comparación con la de los actores principales como Jared Padalecki (1.90m), tuvo que usar tacones altos llegando a veces a perder el equilibrio. Para interpretar a Ruby, Cassidy afirmó haberse inspirado en la actuación de Sharon Stone en la película Basic Instinct.
Debido a un recorte de presupuesto, el contrato de Cassidy terminó después de la tercera temporada, y una nueva actriz fue contratada. Sin embargo, cuando audicionaba, Genevieve Cortese no sabía qué pasaría con Ruby, y para prepararla para el rol le fueron dados DVD de la interpretación de Katie Cassidy.
Cortese en un principio consideró extraño estar en los zapatos del personaje, debido en parte al gran cambio que le esperaba en la cuarta temporada.

### Reacción de los fanes
Los fanes desde un principio fueron "muy cautelosos" por darle a las personajes femeninos un rol importante en la serie. Para empeorar las cosas, al llegar a las escenas de las audiciones para Ruby y Bela Talbot, Kripke y el productor ejecutivo Robert Cantor escribieron borradores los cuales jamás serían usados en el programa. Los fanes rápidamente se aglomeraron en el lugar donde se desarrollaba el casting, y en ese momento llegaron a pensar que los personajes "realmente eran pésimos".
Sin embargo, Kripke afirmó que estaba seguro de que los fanes cambiarían de opinión sobre Ruby después de enterarse de su lado demoníaco. A mediados de la tercera temporada, Kripke sintió que los fanes habían "respondido positivamente como para reivindicar al personaje".
Cuando el personaje volvió en la cuarta temporada, había cambiado drásticamente. Genevieve Cortese declaró: "Ruby ahora no camina diciendo que golpeará a todo al que se encuentre en el camino". Cortese cree que el cambio drástico pudo haber molestado a los fanes en un principio, pero después de los flashbacks mostrados en el episodio I Know What You Did Last Summer contribuyó mucho a que los fanes tuvieran una mayor aceptación al personaje.

## Críticas
Muchos críticos en un principio tuvieron una opinión muy desfavorable sobre Ruby. El columnista de "BuddyTV" Don Williams consideró que la adición de Ruby fue un "truco barato" para obtener la audiencia de adolescentes y que Katie Cassidy había sido contratada "teniendo en cuenta su look en vez de su talento como actriz". Consideró que el personaje distraía a la audiencia del "lazo de hermandad" de los Winchester que hace al programa tan especial.
Sin embargo, luego admitió que el personaje ha sido una de los más interesantes que hayan aparecido en el programa.
Además, los fanes vieron con ojos positivos la actuación de Cassidy, mientras que la de Cortese fue altamente criticada, extrañando a la antigua actriz.